# Ornebius mexicanus
Ornebius mexicanus is een rechtvleugelig insect uit de familie Mogoplistidae. De wetenschappelijke naam van deze soort is voor het eerst geldig gepubliceerd in 1897 door Saussure.